# Phylake
Koordinaten: 39° 16′ 13″ N, 22° 46′ 5″ O
Phylake (altgriechisch Φυλάκη Phylákē, „die Warte“) war eine antike griechische Stadt an der Grenze der historischen Gebiete Magnesia und Phthiotis in Thessalien nahe dem Ägäischen Meer.
In der Umgebung des heutigen Dorfes Phylaki (auch Κιτίκι, Kitíki, genannt), westlich vom Golf von Volos in Thessalien, liegt eine historisch bedeutsame Anhebung an einem Pass zum nördlich davon gelegenen Enipeustal, auf dessen oberster Fläche eine Mauer aus Plattensteinen verläuft. Der Hügel selbst wird auf unterster Ebene durch eine kyklopische Mauer umgrenzt. Diese antiken Baureste lassen auf eine langlebige Siedlung in der Antike und in vorgeschichtlicher Zeit schließen und wird daher mit dem antiken Phylake identifiziert. Im vierten Jahrhundert v. Chr. wird die Stadt mit zwei benachbarten Siedlungen vereinigt, dem thessalischen, achäischen oder auch phthiotischen Theben (beim heutigen Dorf Μικροθήβες Μαγνησίας, Mikrothíves Magnisías) und Pyrasos (beim heutigen Nea Anchialos).
Der Name der Stadt ist mit der mythischen Gestalt Protesilaos verbunden, der als früherer Freier der Helena in den Trojanischen Krieg zog und dort als erster getötet wurde, wie es eine Weissagung prophezeite. Sein Bild ist auf Münzen des thessalischen Theben verzeichnet, in das die Stadt Phylake seit dem vierten Jahrhundert vor der Zeitrechnung aufgegangen war. 
Es gibt allerdings noch einen alternativ gedeuteten Standort für Phylake, der nicht etwa 20 km östlich, sondern 5 km nördlich von Theben liegen soll. Dort lagern Ruinen bei Aerino (Αερινό) in der Gemeinde Rigas Fereos am Revma Dervisi. 